# Oostrumse watermolen
De Oostrumse watermolen of Campsmolen is een verdwenen watermolen, gelegen aan Buitenhof 2 te Oostrum (gemeente Venray). De watermolen lag op de Oostrumse Beek aan de zuidkant van het dorp. De molen werd ook Campsmolen genoemd, verwijzend naar de familie Camps die eeuwenlang de molen en bijgelegen boerderij in bezit had. De molen was de bovenste molen op de beek, de onderste molen was de Rosmolen. Alleen in natte jaargetijden had de molen voldoende water en is dus een wintermolen. De laatste molenaar gebruikte een maalstoel met een zuiggasmotor naar waterkracht om op die manier voldoende vermogen te hebben om te kunnen malen.
De molen heeft een groot waterrad gehad met daarbij een as, een kamrad, een steenrad en twee molenstenen. Eenmalig wordt vermeld dat de molen een rosmolen was, verder werd het gebruikt om graan te malen en als oliemolen.

## Geschiedenis
In 1732 werd de molen aangekocht door het nonnenconvent  Bethlehem der Augustinessen. Zij waren in de nabijheid van de molen gevestigd.
In 1802 werd het klooster opgeheven en in beslag genomen door de Franse overheid, waarna het openbaar werd verkocht. In 1806 werd Barthold, baron De Cocq van Haeften, de nieuwe eigenaar van de molen. Het grootste deel van het klooster liet hij slopen om met het materiaal zijn kasteel in Blitterswijck te restaureren.
In 1803 werd de molen door de domeinen verpacht. Daarna kreeg het verschillende pachters in de jaren die volgden.
In 1820 kwam de molen in het bezit van Peter Camps. Tot 1917 bleef de watermolen eigendom van deze familie. Volgens een beschrijving van Venrayse molens uit 1822 werd met de molen rogge gemalen. Tevens was de molen toen een oliemolen. In 1857 erfde Johannes Camps na de dood van Peter Camps de molen.
In 1888 werd de molen uitgebreid met een ketelhuis en een stoommachine die dienstdeed tot 1911. Toen werd de machine vervangen door een zuiggasmotor. In het ketelhuis werd de bijbehorende gasgenerator geplaatst. Een onderslagrad met een middellijn van 5,34 meter en 0,61 meter breed dreef de bestaande maalaanrichting aan. Alles was van hout gebouwd.
In 1908 werd na boedelscheiding Gerard of Gerardus Eduard Camps eigenaar van de watermolen. Hij was de laatste molenaar op de Oostrumse watermolen en de molen werd in 1917 stilgelegd.
Op 24 september 1917 werden de stuwrechten door de gemeente Venray afgekocht voor 6500 gulden met als doel om de waterlossingen te verbeteren betreffende de Oostrumse Beek en de Loobeek met zijbeken. Op 1 oktober 1917 werd het waterrad van meer dan 5 meter doorsnee en de bijbehorende waterwerken gesloopt. Ook de grote boerderij van de familie Camps aan de andere zijde van de beek werd afgebroken. Het enige wat overbleef was een klein watervalletje.
Thans ligt het gebouw midden in een nieuwe woonwijk.